# Новий Київ (Канада)
Новий Київ (англ. New Kiew або Нью Київ) — українське поселення в провінції Альберта, Канада. Знаходиться приблизно за 16 кілометрів на північний схід від Веґревіля.

## Історія
Перші поселенці з’явилися в цьому місці в 1901 році, та вони називали це місце Варвік (Warwick). У 1908 році тут збудували школу й місцеві називали її Київ, оскільки були вихідцями з України. На початку 1920-х років було створено місцеву пошту й, дякуючи члену Палати громад Канади Михайлу Лучковичу, поселення було назване «New Kiew».
Першу Божественну Літургію відслужив 7 липня 1903 року о. Платонід Філас у домі Семена Киця. Через місяць той же священик розпочав богослужіння в домі Миколи Якимця до 1910 року, коли була побудована каплиця Святого Миколая (1906—1910).
Каплиця Святого Миколая згодом стала жертвою міжконфесійної чвари через те, що північно-західний кут громади був відірваний новим сектантським рухом. Було вжито заходів, щоб належним чином залагодити конфлікт у церкві, але це призвело до подальшої напруги. У 1918 році більшість парафіян пішли на будівництво нової церкви, було погоджено розташувати церкву в центрі поселення. Ті, хто залишилися, не змогли утримувати церкву й згодом її закрили, а пізніше продали фермеру.
У 1918 році було побудовано нову церкву. 16 травня 1920 року церква була освячена Никитою Будкою і включена в 1918 році під капітулом: Русинська греко-католицька парафія Святого Вознесіння Господнього, з'єднана з Римом с. Новий Київ, Альберта. У 1919 році Петро Липинський виконав художній розпис за 2000 доларів. Будівництво церкви коштувало приблизно 5500 доларів США, підрядником був Г. Осецький. Також біля церкви був закладений цвинтар.
У 1920 році приблизно за 200 метрів від церкви був побудований Народний Дім Івана Франка (National hall in honour of Ivan Franko). Околиця Новий Київ на середину 1920-их років нараховувала 4 школи — «Красна» школа, Школа «Київ», Школа «Воля» і школа «Запоріжжя».
Станом на 1940-і роки громадське життя в поселенні вирувало на повну пару: тут діяли товариства, об'єднання, театральні гуртки, відбувалися лекції і музичні концерти в Народному домі ім. І. Франка. Більше того, громада Нового Києва була активною в підтримці інших українських цілей у регіоні, зібрала гроші на облаштування кімнати швидкої допомоги в шпиталі містечка Мондер і постійно посилала гроші на різні громадські потреби в Україну.
У 2018 році в поселенні святкували 100-річчя побудови церкви.
На початку повномасштабного вторгнення в Україну у 2022 році жителі і парафія зібрали $4000 на допомогу Україні.